# Hiltelingen (Adelsgeschlecht)

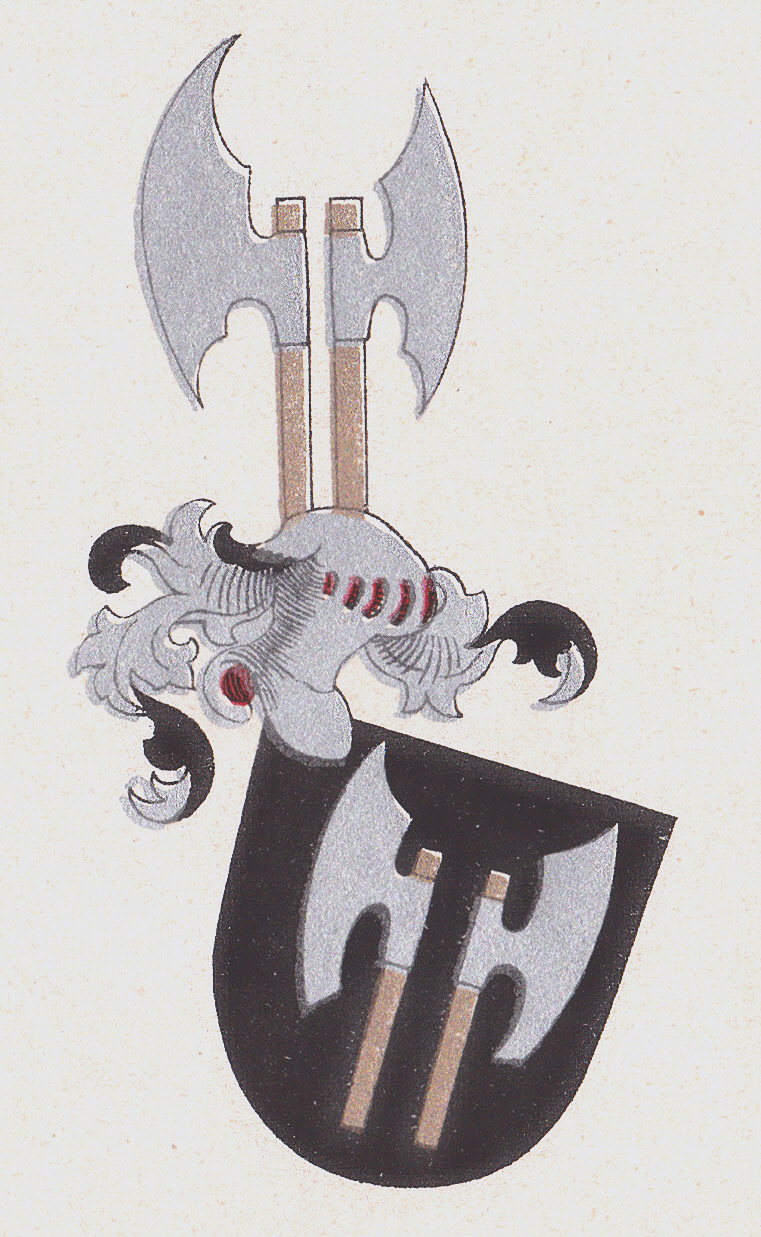
Wappen der Herren von Hiltelingen

Die Herren von Hiltelingen (auch von Hilteningen, Hiltelingin, Hiltaningen, Hiltalingen, Hyltalingen) waren ein in Kleinbasel und im Markgräflerland ansässiges Adelsgeschlecht, das zwischen 1219 und 1453 nachgewiesen ist.

## Geschichte
Das Geschlecht leitete seinen Namen ab vom ehemaligen Dorf Hiltelingen, einer Wüstung auf der Gemarkung des heutigen Weiler Stadtteils Haltingen. 1219 ist ein Rudolf von Hiltelingen bezeugt, der ein Haus in Kleinbasel besessen hat. Nach ihm gab es einen Arnold, dessen Sohn Arni 1275 einen geerbten Hof in Kleinbasel verkaufte. Heinrich von Hiltelingen († 1321) nannte sich 1285–1286 Bürger und Rat von Kleinbasel. Seit Heinrich führten die Herren von Hiltelingen den Beinamen Ziegler, weil sie in Kleinbasel eine Ziegelei betrieben. Ein Johannes von Hiltelingen, der Ziegler, gehörte 1347 dem Rat von Kleinbasel an. Kuntz von Hiltelingen, der Ziegler, nahm 1367 an einer Aktion von Basler Truppen gegen die Burg Istein teil und wurde Basler Bürger. Konrad von Hiltelingen ist von 1381 bis 1404 bezeugt und war auch Schultheiß von Kleinbasel. Eberhard von Hiltelingen war 1424 Ratsherr in Kleinbasel und 1427 Hauptmann von Basler Hilfstruppen, die die Habsburger bei einer Auseinandersetzung um die Stadt Belfort unterstützten. 1445 war er Oberstzunftmeister in Basel. Mit ihm endet die Geschichte des Geschlechts. Berühmtester Vertreter seines Geschlechts war Johannes von Hiltelingen, der als Ordensgeneral des Augustinerordens und Gelehrter wirkte.